# Sopot (rejon skolski)
Sopot (ukr. Сопіт) – wieś na Ukrainie, w rejonie stryjskim (do 2020 roku w rejonie skolskim) obwodu lwowskiego, nad Stryjem. Wieś liczy 722 mieszkańców.
W II Rzeczypospolitej do 1934 samodzielna gmina jednostkowa, następnie należała do zbiorowej wiejskiej gminy Podhorodce. Początkowo w powiecie skolskim, a od 1932 w powiecie stryjskim w woj. stanisławowskiem. Po wojnie wieś weszła w struktury administracyjne Związku Radzieckiego.